# Diecéze Arethusa
Diecéze Arethusa je titulární diecéze římskokatolické církve.

## Historie
Arethusa, lze identifikovat s městem Al-Rastan v Sýrii. Byla starobylé biskupské sídlo v římské provincii Sýrie II.. Bylo součástí antiochijského patriarchátu a sufragánnou arcidiecéze Apamea, o čemž svědčí Notitiae Episcopatuum z 6. století.
Během křížových výprav v Arethuse (Artasia), bylo biskupství na krátkou dobu v latinském ritu Latinského antiochijského patriarchátu.
Dnes je Arethusa využívána jako titulární biskupské sídlo; v současné době je bez biskupa.

## Seznam řeckých biskupů
- Eustatius (zmíněn roku 325)
- Marcus (4. století)
- Marcus (zmíněn roku 451)
- Eusebius (zmíněn roku 458)
- Severianus (zmíněn roku 518)
- Abrahamus (zmíněn roku 680)

## Seznam latinských biskupů
- Bernardus (1099 – 1100)
- S. (zmíněn roku 1135)

## Seznam titulárních biskupů
- 1515 – ? Antonio Sinibaldi
- 1707 – 1727 François Gaspard de Grammont
- 1735 – 1757 Johann Wilhelm von Twickel
- 1760 – 1766 Johann Anton von Wolframsdorf
- 1767 – ? Konstanty Sosnowski, O.S.P.P.E.
- 1807 – 1834 Agostino Olivieri, Sch.P.
- 1849 – 1893 Johann Anton Friedrich Baudri
- 1894 – 1897 Gallicano Mergè
- 1900 – 1900 Giacinto Nicolai
- 1900 – 1901 Antonio José Gomes Cardoso
- 1902 – 1906 Sigismund Felix von Ow-Felldorf
- 1907 – 1907 Ulpiano Maria Perez y Quinones
- 1907 – 1907 Carlo Falcini
- 1909 – 1928 Benedetto Spila, O.F.M.
- 1928 – 1935 Feliciano Rocha Pizarro
- 1937 – 1951 Heinrich Wienken
- 1951 – 1957 Buenaventura Jáuregui Prieto
- 1958 – 1959 Emilio Tagle Covarrubias
- 1959 – 1962 Charles-Marie-Jacques Guilhem